# Marisa Martins
Marisa Martins (Buenos Aires, 1972) és una mezzosoprano catalano-argentina.
Va estudiar a Buenos Aires i al Conservatori Superior Municipal de Barcelona. Va debutar al Festival de Salzburg amb L'oca del Cairo i Lo sposo deluso en el 250è aniversari de Mozart. El seu repertori inclou els compositors i personatges següents: Claudio Monteverdi (Ottavia, Prosperina i Minerva), Henry Purcell (Dido), Wolfgang Amadeus Mozart (Dorabella, Annio, Zerlina, Idamante i Tamiri) i Gioachino Rossini (Roggiero i Doralice). Ha treballat amb els directors René Jacobs, Harry Bicket, Giovanni Antonini, Fabio Biondi, Christopher Hogwood, Alberto Zedda, Ottavio Dantone i Attilio Cremonesi, entre d'altres. Al Gran Teatre del Liceu de Barcelona va debutar la temporada 2002/03 amb Don Giovanni, també ha cantat al Teatre de la Zarzuela i Teatre Real de Madrid, Teatre de la Monnaie de Brussel·les, Rossini Opera Festival de Pesaro, Festival Mozart de la Corunya, entre d'altres.
També ha intervingut en produccions que combinen música i dansa contemporània en els teatres de Basilea, Lucerna, Hebbel-Theater de Berlín, l'Òpera de Colònia, Brooklyn Academy of Music de Nova York, Festival de música antiga d'Innsbruck.
Interessada en el camp del lied, ha estrenat obres dels compositors catalans Xavier Montsalvatge, Frederic Mompou, Enric Palomar, David Padrós, Josep Maria Mestres Quadreny, Jordi Rossinyol i Xavier Turull. Fou guardonada amb l'Orphée d'Or de l'any 2008 en la categoria Grandes Voix Humaines. Henry Jacqueton per El gran burlador del segell Lauda Música.
El 2004 va intervenir en l'enregistrament de l'òpera El gato con botas de Montsalvatge, amb Antoni Ros Marbà i l’Orquestra del Liceu, que va ser nominada per als Premis Grammy del 2014 al millor enregistrament d'òpera.
Va cantar en l'Acte institucional de la Diada Nacional de Catalunya de l'any 2012.